# انصار الفرقان
انصار الفرقان از گروه‌های شبه‌نظامی سنی بلوچ، درگیر در شورش سیستان و بلوچستان است. ایران این گروه را تروریستی قلمداد می‌کند. این گروه در سال ۲۰۱۳ از ادغام گروه‌های حرکت انصار ایران و حزب الفرقان تشکیل شد.

## رهبران
در ۱۹ ژوئن ۲۰۱۷ رسانه‌های ایران به نقل از سپاه پاسداران اعلام کردند که جلیل قنبرزهی، رهبر این گروه، را در عملیاتی کشتند.
وی حدود ۲۵ سال سوژه تعقیبی نیروهای امنیتی ایران بود. بنا بر اعلام رسانه ها عبدالمالک ریگی از کمک ها و حمایت های جلیل قنبرزهی بهره برده است. انفجار در مراسم تاسوعای حسینی در چابهار ، اعزام عوامل انتحاری برای مساجد، کشتار جمعی از کارکنان ناجا در سال ۱۳۷۷، حمله به پست انتظامی در میدان تامین اجتماعی زاهدان از جمله اقدامات جلیل قنبرزهی بوده است. 
یکی دیگر از رهبران این گروه هشام عزیزی معروف به هشام بلوچی و ابوحفص بلوچی بود که اردیبهشت ۱۳۹۴ به همراه دو نفر از همراهانش توسط نیروهای اطلاعاتی ایران در سیستان و بلوچستان کشته شد.

## مستند الجزیره
در روز یکشنبه ۲۳ تیر ۱۳۹۸ شبکه خبری الجزیره قطر با پخش مستندی با عنوان «آتش افروزان» تصاویری را منتشر ساخت که نشان از حمایت دولت بحرین از هشام عزیزی برای انجام مأموریت‌های جاسوسی و عملیات امنیتی در خاک ایران دارد. الجزیره در این مستند صحبت‌هایی از هشام بلوچی پیش از کشته شدنش پخش کرد که نشان می‌دهد، دولت بحرین از گروه جندالله نیز حمایت کرده‌است.

در بخشی از این فیلم بلوچی می‌گوید: 
دستگاه‌های امنیتی بحرین من را در سال ۲۰۰۶ برای انجام مأموریت‌های جاسوسی و انجام عملیات در داخل خاک ایران به کار گرفتند.
در این مستند تصاویر محرمانه‌ای از هشام بلوچی منتشر شد که نشان می‌داد دولت بحرین از او خواسته تا با عبدالمالک ریگی ارتباط برقرار کند و از فرودگاه نظامی چابهار و مراکز سپاه تصویربرداری کند.